# Shivam Sai Gupta
Shivam Sai Gupta (nacido el 22 de diciembre de 1995) es un evangelista de la realidad virtual, desarrollador de juegos y orador. Es miembro de The INK Conference, en asociación con TED, y ha intervenido en varios eventos, como el NASSCOM Gaming And Animation Conclave. En 2014, Priyanka Chopra le concedió el premio Unbreakable Spirit de Viacom 18 Motion Pictures, Bhansali Productions y USHA International. Gupta se interesó por los ordenadores tras encontrar una presentación de PowerPoint cuando tenía 11 años y poco después se interesó por los videojuegos.
En 2010 Gupta publicó su primer juego, Terror Attack: Project Fateh, basado en los atentados de 2008 en Bombay. Decidió hacer el juego como una forma de "motivar a la gente a levantarse contra el terrorismo y crear conciencia". El juego se publicó gratuitamente a través de Indiagames y recibió elogios por sus gráficos. Gupta creó Food Run, un juego para Android cuyo objetivo es alterar inconscientemente el comportamiento alimentario de los niños para que sean más sanos. El juego subió rápidamente en las listas de Google Play Store hasta el puesto 9 de los mejores juegos gratuitos de la India.
Gupta dejó la industria de los videojuegos y se introdujo en la tecnología de la realidad virtual y la realidad aumentada. Fundó una publicación de medios de comunicación en línea centrada en la realidad virtual, VirtualRealityPit, después de trabajar como productor de RV en Happy Finish India. Gupta continuó su compromiso con VirtualRealityPit como editor jefe. En 2016, creó un departamento de RV/AR en la empresa de servicios de software Vara United Pvt Ltd. Actualmente es el evangelista y jefe de la división de AR/VR de la empresa. Gupta es invitado con frecuencia a dar charlas sobre AR/VR en varias conferencias corporativas e instituciones educativas como el Instituto de Tecnología Don Bosco y el Instituto Nacional de Diseño.

## Videojuegos
- Terror Attack: Project Fateh (2010)
- The Mystery of Stonewood Manor
- Smart Ball 3D
- Food Run